# Andrzej Krzywoń
Andrzej Krzywoń (ur. 31 maja 1844 w Trzycieżu, zm. 16 września 1911) –  duchowny ewangelicko-augsburski, pastor parafii w Międzyrzeczu (1868–1889) i w Skoczowie (1899–1911), senior śląski (1888–1909) i superintendent morawsko-śląski (1909–1911).

## Życiorys
W wieku 17 lat ukończył naukę w gimnazjum ewangelickim w Cieszynie. Odbył studia teologiczne na Uniwersytecie Wiedeńskim i Uniwersytecie w Heidelbergu. 20 grudnia 1866 został ordynowany na duchownego przez ks. superintendenta Karla Samuela Schneidera w Bielsku. Otrzymał nominację na wikariusza superintendencjalnego i funkcję tę pełnił przez dwa lata. W 1868 powołano go na stanowisko pastora nowo utworzonego zboru w Międzyrzeczu. Funkcję tę pełnił przez 20 lat. 21 października 1888 został wybrany w Drogomyślu seniorem śląskim (na tym stanowisku zastąpił ks. Pawła Terlicę). W 1889 objął urząd proboszcza parafii w Skoczowie. W 1909 został wybrany superintendentem morawsko-śląskim.

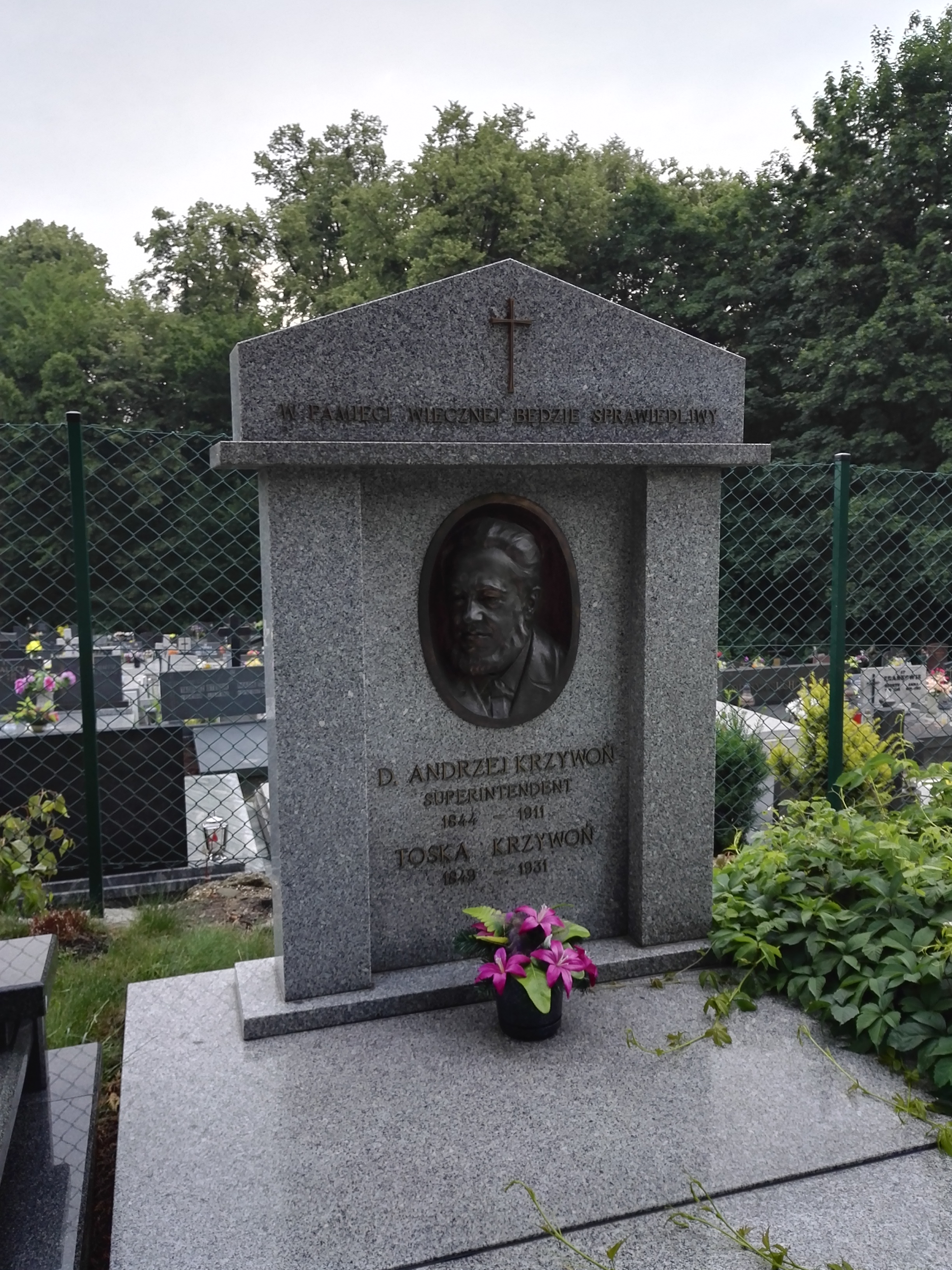
Grób ks. Andrzeja Krzywonia

Został odznaczony Krzyżem Kawalerskim Orderu Franciszka Józefa I. W 1911 Wydział Teologii Ewangelickiej Uniwersytetu Wiedeńskiego nadał mu tytuł doktora teologii.
Przez 43 lata był w związku małżeńskim z Antoniną z Wolfów. Był ojcem dwóch synów i dwóch córek. Jego zięciem był proboszcz jaworski ks. Paweł Wałach (zm. 1907).
Zmarł 16 września 1911 roku i został pochowany na cmentarzu ewangelickim w Skoczowie